# Mispila mindanaonis
Mispila mindanaonis är en skalbaggsart som beskrevs av Stefan von Breuning 1980. Mispila mindanaonis ingår i släktet Mispila och familjen långhorningar.
Artens utbredningsområde är Filippinerna. Inga underarter finns listade i Catalogue of Life.